# (2367) Praha
(2367) Praha (1981 AK1) – planetoida z pasa głównego asteroid okrążająca Słońce w ciągu 3,28 lat w średniej odległości 2,21 au. Odkryta 8 stycznia 1981 roku.